# Communauté de communes Serein et Armance
La communauté de communes Serein et Armance (CCSA) est une communauté de communes française, située dans le département de l'Yonne en région Bourgogne-Franche-Comté.
Elle est issue de la fusion en 2017 des communautés de communes du Florentinois et de Seignelay - Brienon.

## Historique
Elle est créée à la suite du Schéma de coopération intercommunale (SDCI) prenant effet le 1er janvier 2017 car les deux intercommunalités ne dépassaient pas les 15 000 habitants imposés par la Loi NOTRe. Cette proposition est prise de manière commune avec les deux structures du Pays d'Othe dans un souci de meilleure représentativité et une continuité de fonctionnement entre deux communautés aux statuts et taux d'imposition similaires. Quelques approches ont été tentées vers l'agglomération Migennoise.
Un premier arrêté fixant le périmètre est signé le 4 mai 2016 suivi de l'arrêté définitif pris le 25 octobre 2016
Il avait été proposé comme dénomination « Communauté de communes de l'Armance et du Serein » en référence aux rivières Armance et Serein qui irriguent le territoire mais le sigle CCAS portait à confusion avec le sigle du Centre communal d'action sociale. Les deux nom ont donc été inversés et les statuts modifiés.

## Composition
La communauté de communes est composée des 29 communes suivantes :

| Nom                     | Code Insee | Gentilé           | Superficie (km2) | Population (dernière pop. légale) | Densité (hab./km2) |
| ----------------------- | ---------- | ----------------- | ---------------- | --------------------------------- | ------------------ |
| Saint-Florentin (siège) | 89345      |                   | 28,6             | 4 230 (2022)                      | 148                |
| Beaumont                | 89031      |                   | 6,55             | 620 (2022)                        | 95                 |
| Bellechaume             | 89035      | Bellechaumiers    | 24,51            | 437 (2022)                        | 18                 |
| Beugnon                 | 89041      | Beugnonais        | 7,7              | 286 (2022)                        | 37                 |
| Brienon-sur-Armançon    | 89055      | Brienonnais       | 25,87            | 3 060 (2022)                      | 118                |
| Butteaux                | 89061      |                   | 7,55             | 255 (2022)                        | 34                 |
| Chailley                | 89069      | Chaillotins       | 16,51            | 525 (2022)                        | 32                 |
| Champlost               | 89076      | Champlostiens     | 22,94            | 779 (2022)                        | 34                 |
| Chemilly-sur-Yonne      | 89096      | Chemillois        | 5,72             | 895 (2022)                        | 156                |
| Chéu                    | 89101      | Cheutains         | 7,61             | 532 (2022)                        | 70                 |
| Esnon                   | 89156      | Esnonais          | 12,05            | 386 (2022)                        | 32                 |
| Germigny                | 89186      |                   | 11,87            | 531 (2022)                        | 45                 |
| Hauterive               | 89200      |                   | 9,56             | 393 (2022)                        | 41                 |
| Héry                    | 89201      |                   | 21,19            | 1 789 (2022)                      | 84                 |
| Jaulges                 | 89205      |                   | 12,35            | 431 (2022)                        | 35                 |
| Lasson                  | 89219      |                   | 7,07             | 142 (2022)                        | 20                 |
| Mercy                   | 89249      |                   | 2,66             | 77 (2022)                         | 29                 |
| Mont-Saint-Sulpice      | 89268      | Montois           | 19,62            | 783 (2022)                        | 40                 |
| Neuvy-Sautour           | 89276      | Neuvy-Sautouriens | 19,06            | 881 (2022)                        | 46                 |
| Ormoy                   | 89282      |                   | 13,33            | 650 (2022)                        | 49                 |
| Paroy-en-Othe           | 89288      |                   | 5,32             | 154 (2022)                        | 29                 |
| Percey                  | 89292      | Perciquois        | 9,56             | 248 (2022)                        | 26                 |
| Seignelay               | 89382      | Seignelois        | 13,47            | 1 460 (2022)                      | 108                |
| Sormery                 | 89398      | Solimariens       | 30,56            | 386 (2022)                        | 13                 |
| Soumaintrain            | 89402      | Soumaintrinois    | 10,61            | 212 (2022)                        | 20                 |
| Turny                   | 89425      | Turrois           | 24,87            | 650 (2022)                        | 26                 |
| Venizy                  | 89436      | Véniziens         | 43,68            | 846 (2022)                        | 19                 |
| Vergigny                | 89439      | Vergigniens       | 38,01            | 1 501 (2022)                      | 39                 |
| Villiers-Vineux         | 89474      |                   | 11,18            | 282 (2022)                        | 25                 |

## Administration

### Conseil communautaire
Les 48 délégués sont ainsi répartis selon le droit commun comme suit :
| Nombre de délégués | Communes                  |
| ------------------ | ------------------------- |
| 9                  | Saint-Florentin           |
| 6                  | Brienon-sur-Armançon      |
| 3                  | Héry, Seignelay, Vergigny |
| 1                  | Les autres communes       |

### Élus
|     | Attributions                                                                        | Identité         | Qualité                |
| --- | ----------------------------------------------------------------------------------- | ---------------- | ---------------------- |
| 1er | Économie, zones artisanales, entreprises, SPANC, infrastructures sportives et sport | Patrice Baillet  | Maire de Lasson        |
| 2e  | Social, accessibilité, maison de santé, portage des repas et retraite               | Christine Rouché | Maire de Hauterive     |
| 3e  | Loisirs, communication et tourisme                                                  | Michel Fourrey   | Maire de Butteaux      |
| 4e  | Déchèteries, ordures ménagères et tri et écoles de musique                          | Stéphane Gallois | Maire de Turny         |
| 5e  | Voiries, balayage des rues et marquage au sol                                       | Patrice Ramon    | Maire de Neuvy-Sautour |
| 6e  | Aménagement de l'espace, numérique et téléphonie                                    | Thierry Corniot  | Maire de Seignelay     |

### Liste des présidents
| Période      | Période  | Identité   | Étiquette | Qualité                  |
| ------------ | -------- | ---------- | --------- | ------------------------ |
| janvier 2017 | En cours | Yves Delot | UMP-LR    | Maire de Saint-Florentin |

## Compétences
La communauté de communes adhère également à trois syndicats mixtes
- Syndicat Mixte d’Étude pour la valorisation et le traitement des déchets ménagers et assimilés Centre Yonne
- Fédération Eaux Puisaye-Forterre
- PETR du Grand Auxerrois